# Амебові
Амебові (Amoebidae) — родина амебоїдних еукаріотів класу Лобозні (Lobosea), представники якої утворююсть численні псевдоподії різної довжини. Вони мають приблизно циліндрічну форму з гранульованою цитоплазмою і відсутніми вторинними псевдоподіями, як знайдеі серед інших амедоїдних організмів. Протягом пересування одна псевдоподія зазвичай стає домінуючою, а решта втягуються назад, коли тіло перетікає до домінуючої псевдоподії. У деяких випадках клітина рухається «ходьбою», з відносно постійними псевдоподіями, що служить «ногами». Найголовніші роди — Амеба (Amoeba) і Хаос (Chaos), які дещо відрізняються від решти наявністю подовжніх хребтів.